# Loïc Rémy
Loïc Rémy, né le 2 janvier 1987 dans le 4e arrondissement de Lyon (Rhône), est un footballeur international français qui évoluait au poste d'avant-centre.
Formé à l'Olympique lyonnais, Loïc Rémy fait ses débuts professionnels dans son club formateur dominant alors le championnat de France. Présenté comme l'un des grands espoirs de l'Hexagone, il signe ensuite à l'OGC Nice puis à l'Olympique de Marseille où il ajoute des lignes à son palmarès. La suite de sa carrière est plus hachée avec des passages en Angleterre (Queens Park Rangers, Newcastle, Chelsea et Crystal Palace) puis en Espagne (Las Palmas et Getafe) entre 2013 et 2018. Revenu en France, il participe à nouveau aux compétitions européennes avec le LOSC avant de terminer sa carrière en Turquie puis au Stade brestois à l'âge de 36 ans.
Parallèlement à sa carrière en club, Loïc Rémy remporte le Tournoi de Toulon en 2007 avec l'équipe de France U20. Avec les A, il honore 30 sélections (7 buts) entre 2009 et 2014 sous trois sélectionneurs différents sans jamais s'imposer. Il participe notamment à la Coupe du monde 2014 au Brésil où la France est éliminée en quart de finale. 
Depuis 2024, il est consultant pour les chaînes du groupe France Télévisions.

## Biographie

### Carrière en club

#### Olympique lyonnais
Cet attaquant (qui peut également occuper le poste de milieu offensif droit) d'ascendance martiniquaise, est formé à l'Olympique lyonnais, et fait ses premières apparitions dans l'effectif professionnel lors de la saison 2006-2007. Le 14 octobre 2006, il dispute son premier match de Ligue 1 sous les couleurs lyonnaises lors du derby face à l'AS Saint-Étienne. Il commence la rencontre sur le banc et entre en jeu à la 73e minute à la place de Sylvain Wiltord. Il prend part à cinq rencontres de championnat et un match en Ligue des champions cette saison et devient champion de France.
La saison suivante, il est de nouveau champion de France en jouant six rencontres de Ligue 1 avant d'être prêté au marché des transferts hivernal.

#### RC Lens
Le 31 janvier 2008, Rémy est prêté pour une durée de six mois au Racing Club de Lens avec une option d'achat de l'ordre de huit à dix millions d'euros. Dix jours plus tard, lors de sa première rencontre en tant que Sang et Or, Loïc Rémy marque son premier but en Ligue 1 contre Caen, qu'il dédie à Joël Bats. Loïc Rémy apparaît alors, au vu de ses performances avec le club lensois, comme une des révélations du football français de sa génération au même titre que Karim Benzema, Hatem Ben Arfa et Samir Nasri. Le 29 mars suivant, il participe à la finale de la Coupe de la Ligue perdue par le club lensois, mais doit céder sa place en début de match pour cause de blessure. À la fin de la saison, et à la suite de la descente du RC Lens, Loïc Rémy retourne à Lyon. Il a donc la particularité d'être sacré champion de France 2008 avec l'Olympique lyonnais et relégué lors de la même saison avec le RC Lens.

#### OGC Nice
Se dirigeant vers un nouveau prêt pour la saison 2008-2009, il signe finalement un contrat de quatre ans avec l'OGC Nice le 5 juin 2008, la transaction s'élevant à huit millions d'euros. C'est le plus gros transfert de l'histoire du club azuréen. Il joue son premier match lors de la première journée de Ligue 1 contre Le Havre. La semaine suivante, il offre la victoire contre Nancy (2-1) en marquant puis en offrant une passe décisives à Mahamane Traoré. Il marque le premier doublé de sa carrière contre Boulogne en Coupe de la Ligue puis son premier doublé en Ligue 1 contre Lorient le 11 avril 2009. En total, lors de sa première saison sur la Côte d'Azur, il dispute trente-deux matchs et inscrit onze buts en championnat.
Longtemps annoncé pour rejoindre son club formateur l'Olympique lyonnais, il reste finalement niçois et inscrit quatorze buts en trente-quatre matchs de Ligue 1 la saison suivante et participe donc grandement au maintien de Nice en première division.

#### Olympique de Marseille

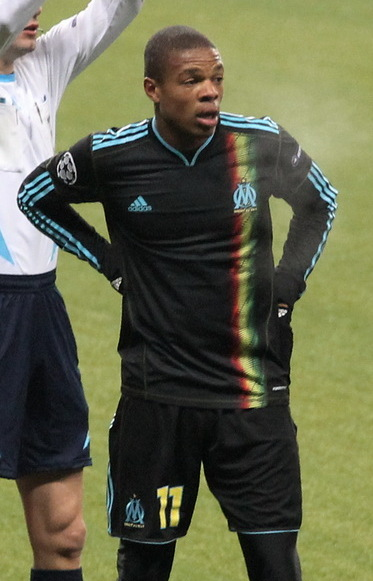
Rémy avec l'OM lors d’un match de Ligue des champions en 2010.

Loïc Remy est transféré à Marseille le 19 août 2010, un jour seulement avant l'arrivée d'André-Pierre Gignac. Son transfert est marqué par une anomalie cardiaque décelée lors de la visite médicale. Toutefois, cela ne l’empêche pas de poursuivre sa carrière de footballeur professionnel. Et bien lui prend puisque pour sa première saison sous la tunique olympienne, l’attaquant inscrit, toutes compétitions confondues, 18 buts en 41 matches dont 16 en Ligue 1. ll joue son premier match à l'OM  contre Bordeaux le 29 août 2010 et marque son premier but contre Nancy le 16 octobre suivant. Il marque un doublé contre Lille huit jours plus tard et un contre Caen lors de la dernière journée de championnat. Son efficacité le place à la sixième place du classement des buteurs et permet à l’OM de terminer à la deuxième position derrière Lille, obtenant ainsi un nouveau billet pour la Ligue des champions.
La saison suivante, ses statistiques globales sont encore meilleures. S’il marque un peu moins en Ligue 1 (12 buts tout de même), il inscrit 22 buts en 47 matches (un au Trophée des champions qu'il remporte, deux en Ligue des champions, trois en Coupe de France et quatre en Coupe de la Ligue) dont trois doublés contre Lens, Lille et Quevilly.
Son entente avec Mathieu Valbuena fait des merveilles : « Petit Vélo » est passeur décisif sur 50 % de ses buts parmi l’élite. International français depuis le 2 juin 2009, son talent lui permet d’espérer une place de titulaire chez les Bleus pour l’Euro 2012. Mais une blessure à la cuisse gauche contractée lors de l’avant-dernière journée de championnat le prive d’un billet pour l’Ukraine et la Pologne. Mais plus grave encore, elle le perturbera dans sa préparation de la saison 2012-2013.
Loïc Rémy débute donc la saison d'abord en entrant en cours de jeu, tentant de retrouver sa forme physique optimale. Avec Gignac et les frères Ayew en grande forme, les places sont chères sur le front de l’attaque olympienne. Il s’accroche et espère regagner sa place en signant un doublé face à Limassol au stade Vélodrome en phase de groupe de la Ligue Europa, mais il doit attendre près de deux mois pour enfin faire trembler les filets en Ligue 1 (contre Lyon pour une défaite 4-1 au Vélodrome).
En janvier 2013, remplaçant depuis plus de six mois, il choisit de découvrir le championnat anglais à Londres, dans le club des Queens Park Rangers, entraîné par Harry Redknapp. Le club est dernier du classement à cinq longueurs du premier non relégable. Il y retrouve les anciens olympiens Djibril Cissé et Stéphane Mbia.

#### Départ pour l'Angleterre
Le 16 janvier 2013, Loïc Rémy signe un contrat de quatre ans et demi en faveur des Queens Park Rangers. Il porte le numéro 18 et marque dès son premier match contre West Ham.
Après six buts en quatorze matchs mais n'empêchant pas le club d'être relégué, il est prêté à Newcastle United. Il inscrit quatorze buts en vingt-sept rencontres sous le maillot des Magpies. Annoncé au Liverpool FC fin juillet 2014, Loïc Rémy ne satisfait pas à la visite médicale et réintègre l'effectif des Queens Park Rangers.

#### Chelsea FC
Le 31 août 2014, il signe en faveur des Blues de Chelsea pour quatre ans. Il marque son premier but lors de son premier match sous ses nouvelles couleurs contre Swansea City le 13 septembre suivant, quelques minutes après avoir remplacé Diego Costa. Titulaire contre Bolton en seizièmes de finale et entré en jeu face à Derby County en quarts, Loïc Rémy participe à l'épopée victorieuse de Chelsea en Coupe de la Ligue anglaise. Il ne dispute cependant pas la finale remportée par les Blues face à Tottenham le 1er mars 2015 mais est sacré champion d'Angleterre deux mois plus tard. À la même période, il donne une victoire précieuse contre Hull City (3-2), saluée par José Mourinho. Lors de la dernière journée de championnat, il inscrit un doublé contre Sunderland (3-1) et termine la saison avec neuf buts en vingt-sept matchs toutes compétitions confondues.
En 2015-2016, sous les ordres de Guus Hiddink, Rémy n'est pas titulaire au sein d'une équipe qui n'est pas dans la première partie de tableau en championnat. Lors des dernières heures du marché des transferts hivernal, il est sur le point de signer un contrat de prêt avec Leicester City, premier du championnat. Ce prêt ne se concrétise pas, Rémy étant dans l'impossibilité de pouvoir rallier la ville de Leicester avant la fin du marché des transferts.

#### Prêt à Crystal Palace
Le 30 août 2016, Loïc Rémy est prêté pour une saison à Crystal Palace. Blessé à la cuisse lors de sa première semaine d'entraînement avec les Eagles, il est éloigné des terrains pendant deux mois durant lesquels il retourne se faire soigner à Chelsea. De retour à l'entraînement fin novembre, il est victime d'une nouvelle blessure au mollet. Il fait finalement ses débuts avec Palace le 7 janvier 2017 lors d'un match de Coupe d'Angleterre face à Bolton (0-0) en disputant la première période. Rémy réintègre l'effectif des Blues à l'issue de la saison après avoir pris part à seulement huit rencontres avec les Eagles.

#### UD Las Palmas
Le 1er septembre 2017, Rémy s'engage pour deux saisons avec le club espagnol de l'UD Las Palmas, après avoir résilié son contrat avec Chelsea.
Le 11 septembre suivant, il prend part à son premier match avec le club espagnol à l'occasion d'une rencontre de Liga contre Málaga. Entré à l'heure de jeu, l'attaquant français inscrit le troisième but de son équipe qui s'impose 3-1. Auteur de six buts en treize matchs lors de la première partie de saison, Rémy est écarté du groupe par Paco Jémez, tout juste nommé entraîneur de Las Palmas, à la suite d'un retard à un dîner avec l'équipe. L'attaquant français s'exprime avec virulence dans la presse espagnole, expliquant que Jémez n'est pas venu lui expliquer les raisons de cette mise à l'écart et que « ce retard d'une minute à un dîner n'est pas une excuse pour qu'un entraîneur jette un joueur de cette manière ».

#### Prêt à Getafe
Le 28 janvier 2018, Loïc Rémy est finalement prêté pour six mois au Getafe CF. Le 18 avril 2018, il inscrit ses deux premiers buts sous le maillot du club espagnol lors d'un match de Liga face au Valence CF (victoire 1-2). Il marque trois buts en onze rencontres de championnat avant de retrouver Las Palmas à l'issue de la saison.

#### LOSC Lille
Le 13 juillet 2018, Rémy fait son retour en France en s'engageant pour deux saisons avec Lille. Après une période de tergiversations, durant laquelle son contrat n'est pas homologué par la Ligue de football professionnel, il joue son premier match avec le LOSC en entrant en fin de rencontre contre Guingamp le 26 août (victoire 3-0). Après s'être blessé au genou, il revient rapidement sur les terrains et accompagne l'éclosion du trio Jonathan Bamba-Jonathan Ikoné-Nicolas Pépé. Le 6 octobre 2018, il délivre sa première passe décisive contre Saint-Étienne. Le 1er décembre 2018, il inscrit son premier but sous le maillot du club lillois à l'occasion d'une rencontre de Ligue 1 contre Lyon (2-2). À l'issue de sa première saison dans le Nord, son équipe se classe seconde du championnat. En 2019-2020, l'attaquant continue d'encadrer les jeunes joueurs du club et Christophe Galtier l'aligne régulièrement avec Victor Osimhen. Même s’il n’était pas toujours titulaire, il a pu disputer un total de 59 matches et marquer 21 buts avec la formation de Christophe Galtier. L'attaquant, en fin de contrat au 30 juin, a choisi de plier bagage malgré une proposition de prolongation de sa direction.

#### Caykur Rizespor
Le 28 août 2020, il s'engage pour deux ans, avec le club turc Çaykur Rizespor. Entré en jeu lors de ses deux premiers matches, Rémy devient titulaire le 27 septembre et marque son premier but sous ses nouvelles couleurs face à Antalyaspor. Il marque un triplé retentissant face à Ankaragucu le 17 octobre.

#### Adana Demirspor
Le 9 février 2022, il s'engage en faveur de l'Adana Demirspor, 3e de Süper Lig.

#### Stade brestois 29
Le dernier jour du mercato d'hiver 2023, Loïc Remy s'engage pendant 6 mois au Stade brestois 29 mais sans jouer la moindre minute.

#### Retraite
Le 8 octobre 2023, à 36 ans, Loïc Rémy annonce sa retraite sportive.

### Carrière internationale

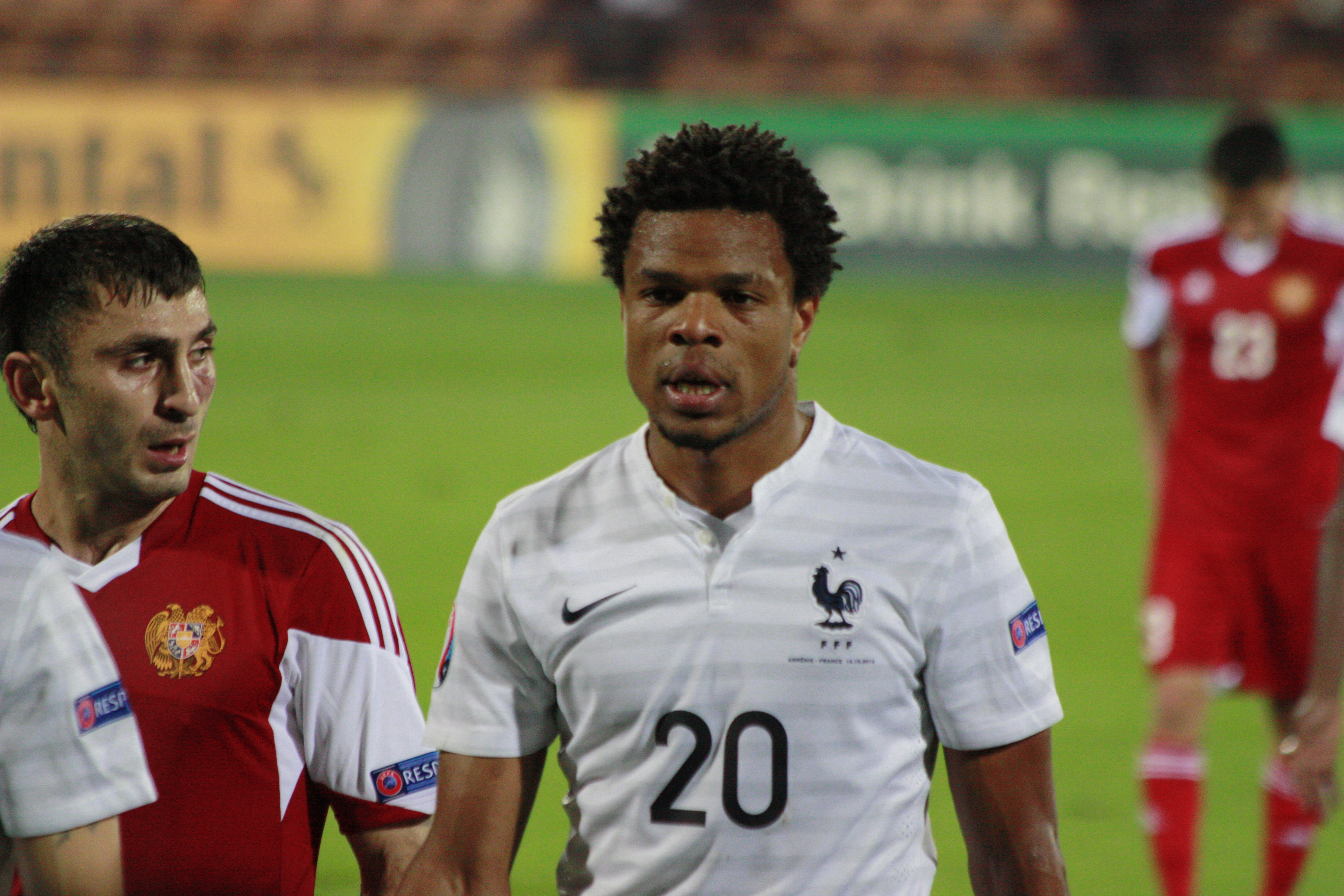
Loïc Rémy, en équipe de France, le 14 10 2014.

Le 15 novembre 2007, Rémy est convoqué par René Girard, alors sélectionneur de l'équipe de France espoirs. Il est titulaire lors du match opposant les Bleuets à l'Arménie à Colmar et marque un but à la 34e minute (score final 1-1). Rémy porte le maillot des espoirs à onze reprises (trois buts) entre 2007 et 2008.
Le 24 mars 2008, Loïc Rémy est convoqué par Raymond Domenech en équipe de France, en remplacement de Thierry Henry. Il joue avec le groupe A' qui affronte le Mali à Charléty. Lors de ce match, il remplace Samir Nasri à la 52e minute.
Le 2 juin 2009, il honore sa première sélection en équipe de France A à l'occasion d'un match amical face au Nigeria.
Le 9 octobre 2010, lors de sa quatrième sélection, il marque son premier but en équipe de France durant le match comptant pour les éliminatoires de l'Euro 2012 contre la Roumanie (victoire 2-0).
Le 15 mai 2012, Loïc Rémy fait partie de la pré-liste de Laurent Blanc en vue de l'Euro 2012 mais il est contraint de déclarer forfait dix jours plus tard en raison de la lésion à la cuisse gauche dont il a été victime lors de la dernière journée de championnat de France.
Le 14 mars 2013, Rémy est convoqué par Didier Deschamps pour disputer les matchs éliminatoires à la Coupe du monde 2014 face à la Géorgie et l'Espagne. Il effectue alors son retour en équipe de France après pratiquement un an d'absence. En mai 2014, il est sélectionné parmi les vingt-trois joueurs qui participent à la Coupe du monde 2014. Durant la compétition, il entre en jeu contre l'Équateur et contre l'Allemagne en quarts de finale, pour un total de vingt-huit minutes de jeu.
Le 4 septembre 2014, il inscrit le but de la victoire contre l'Espagne.

## Statistiques
| Saison                | Club                    | Championnat           | Championnat | Championnat | Championnat | Coupe nationale | Coupe nationale | Coupe nationale | Coupe de la Ligue | Coupe de la Ligue | Coupe de la Ligue | Supercoupe | Supercoupe | Supercoupe | Compétition(s) continentale(s) | Compétition(s) continentale(s) | Compétition(s) continentale(s) | Compétition(s) continentale(s) | France | France | France | Total | Total | Total |
| Saison                | Club                    | Division              | M.          | B.          | P.d.        | M.              | B.              | P.d.            | M.                | B.                | P.d.              | M.         | B.         | P.d.       | Comp.                          | M.                             | B.                             | P.d.                           | M.     | B.     | P.d.   | M.    | B.    | P.d.  |
| 2006-2007             | Olympique lyonnais      | Ligue 1               | 6           | 0           | 0           | 2               | 0               | 1               | 1                 | 0                 | 0                 | -          | -          | -          | C1                             | 1                              | 0                              | 0                              | -      | -      | -      | 10    | 0     | 1     |
| 2007-2008             | Olympique lyonnais      | Ligue 1               | 6           | 0           | 0           | 1               | 0               | 0               | 1                 | 0                 | 0                 | -          | -          | -          | C1                             | 1                              | 0                              | 0                              | -      | -      | -      | 9     | 0     | 0     |
| Sous-total            | Sous-total              | Sous-total            | 12          | 0           | 0           | 3               | 0               | 1               | 2                 | 0                 | 0                 | -          | -          | -          | -                              | 2                              | 0                              | 0                              | -      | -      | -      | 19    | 0     | 1     |
| 2007-2008             | RC Lens (prêt)          | Ligue 1               | 10          | 3           | 0           | -               | -               | -               | 2                 | 1                 | 0                 | -          | -          | -          | -                              | -                              | -                              | -                              | -      | -      | -      | 12    | 4     | 0     |
| 2008-2009             | OGC Nice                | Ligue 1               | 32          | 11          | 2           | 1               | 0               | 0               | 3                 | 2                 | 0                 | -          | -          | -          | -                              | -                              | -                              | -                              | 1      | 0      | 0      | 37    | 13    | 2     |
| 2009-2010             | OGC Nice                | Ligue 1               | 34          | 14          | 3           | 1               | 1               | 0               | 1                 | 1                 | 0                 | -          | -          | -          | -                              | -                              | -                              | -                              | -      | -      | -      | 36    | 16    | 3     |
| 2010-2011             | OGC Nice                | Ligue 1               | 2           | 1           | 0           | -               | -               | -               | -                 | -                 | -                 | -          | -          | -          | -                              | -                              | -                              | -                              | 1      | 0      | 0      | 3     | 1     | 0     |
| Sous-total            | Sous-total              | Sous-total            | 68          | 26          | 5           | 2               | 1               | 0               | 4                 | 3                 | 0                 | -          | -          | -          | -                              | -                              | -                              | -                              | 2      | 0      | 0      | 76    | 30    | 5     |
| 2010-2011             | Olympique de Marseille  | Ligue 1               | 31          | 15          | 3           | 1               | 0               | 0               | 2                 | 0                 | 0                 | -          | -          | -          | C1                             | 7                              | 2                              | 0                              | 9      | 1      | 0      | 50    | 18    | 3     |
| 2011-2012             | Olympique de Marseille  | Ligue 1               | 29          | 12          | 5           | 4               | 3               | 0               | 4                 | 4                 | 0                 | 1          | 1          | 0          | C1                             | 9                              | 2                              | 1                              | 6      | 3      | 1      | 53    | 25    | 7     |
| 2012-2013             | Olympique de Marseille  | Ligue 1               | 14          | 1           | 1           | 1               | 0               | 0               | 1                 | 0                 | 0                 | -          | -          | -          | C3                             | 7                              | 2                              | 1                              | -      | -      | -      | 23    | 3     | 2     |
| Sous-total            | Sous-total              | Sous-total            | 74          | 28          | 9           | 6               | 3               | 0               | 7                 | 4                 | 0                 | 1          | 1          | 0          | -                              | 23                             | 6                              | 2                              | 15     | 4      | 1      | 126   | 46    | 12    |
| 2012-2013             | Queens Park Rangers     | Premier League        | 14          | 6           | 0           | -               | -               | -               | -                 | -                 | -                 | -          | -          | -          | -                              | -                              | -                              | -                              | 1      | 0      | 0      | 15    | 6     | 0     |
| 2013-2014             | Newcastle United (prêt) | Premier League        | 26          | 14          | 3           | 1               | 0               | 0               | -                 | -                 | -                 | -          | -          | -          | -                              | -                              | -                              | -                              | 9      | 1      | 0      | 36    | 15    | 3     |
| 2014-2015             | Queens Park Rangers     | Premier League        | 2           | 0           | 0           | -               | -               | -               | -                 | -                 | -                 | -          | -          | -          | -                              | -                              | -                              | -                              | -      | -      | -      | 2     | 0     | 0     |
| Sous-total            | Sous-total              | Sous-total            | 42          | 20          | 0           | -               | -               | -               | -                 | -                 | -                 | -          | -          | -          | -                              | -                              | -                              | -                              | 1      | 0      | 0      | 43    | 20    | 0     |
| 2014-2015             | Chelsea FC              | Premier League        | 19          | 7           | 0           | 2               | 1               | 1               | 2                 | 0                 | 1                 | -          | -          | -          | C1                             | 4                              | 1                              | 0                              | 3      | 2      | 0      | 30    | 11    | 2     |
| 2015-2016             | Chelsea FC              | Premier League        | 13          | 1           | 0           | 1               | 0               | 0               | 2                 | 2                 | 0                 | 1          | 0          | 0          | C1                             | 3                              | 0                              | 0                              | -      | -      | -      | 20    | 3     | 0     |
| Sous-total            | Sous-total              | Sous-total            | 32          | 8           | 0           | 3               | 1               | 1               | 4                 | 2                 | 1                 | 1          | 0          | 0          | -                              | 7                              | 1                              | 0                              | 3      | 2      | 0      | 50    | 14    | 2     |
| 2016-2017             | Crystal Palace (prêt)   | Premier League        | 5           | 0           | 0           | 3               | 0               | 0               | -                 | -                 | -                 | -          | -          | -          | -                              | -                              | -                              | -                              | -      | -      | -      | 8     | 0     | 0     |
| 2017-2018             | UD Las Palmas           | Liga                  | 12          | 5           | 0           | 1               | 1               | 0               | -                 | -                 | -                 | -          | -          | -          | -                              | -                              | -                              | -                              | -      | -      | -      | 13    | 6     | 0     |
| 2017-2018             | Getafe CF (prêt)        | Liga                  | 11          | 3           | 0           | -               | -               | -               | -                 | -                 | -                 | -          | -          | -          | -                              | -                              | -                              | -                              | -      | -      | -      | 11    | 3     | 0     |
| 2018-2019             | LOSC Lille              | Ligue 1               | 26          | 7           | 2           | 2               | 0               | 0               | 1                 | 0                 | 0                 | -          | -          | -          | -                              | -                              | -                              | -                              | -      | -      | -      | 29    | 7     | 2     |
| 2019-2020             | LOSC Lille              | Ligue 1               | 20          | 7           | 0           | 3               | 3               | 0               | 3                 | 3                 | 0                 | -          | -          | -          | C1                             | 4                              | 1                              | 0                              | -      | -      | -      | 30    | 14    | 0     |
| Sous-total            | Sous-total              | Sous-total            | 46          | 14          | 2           | 5               | 3               | 0               | 4                 | 3                 | 0                 | -          | -          | -          | -                              | 4                              | 1                              | 0                              | -      | -      | -      | 59    | 21    | 2     |
| 2020-2021             | Çaykur Rizespor         | SüperLig              | 19          | 7           | 1           | -               | -               | -               | -                 | -                 | -                 | -          | -          | -          | -                              | -                              | -                              | -                              | -      | -      | -      | 19    | 7     | 1     |
| 2021-2022             | Çaykur Rizespor         | SüperLig              | 8           | 0           | 0           | 1               | 0               | 0               | -                 | -                 | -                 | -          | -          | -          | -                              | -                              | -                              | -                              | -      | -      | -      | 9     | 0     | 0     |
| Sous-total            | Sous-total              | Sous-total            | 27          | 7           | 1           | 1               | 0               | 0               | -                 | -                 | -                 | -          | -          | -          | -                              | -                              | -                              | -                              | -      | -      | -      | 28    | 7     | 1     |
| 2021-2022             | Adana Demirspor         | SüperLig              | 2           | 0           | 0           | -               | -               | -               | -                 | -                 | -                 | -          | -          | -          | -                              | -                              | -                              | -                              | -      | -      | -      | 2     | 0     | 0     |
| 2022-2023             | Stade brestois 29       | Ligue 1               | 0           | 0           | 0           | -               | -               | -               | -                 | -                 | -                 | -          | -          | -          | -                              | -                              | -                              | -                              | -      | -      | -      | 0     | 0     | 0     |
| Total sur la carrière | Total sur la carrière   | Total sur la carrière | 331         | 111         | 20          | 25              | 9               | 2               | 23                | 13                | 1                 | 2          | 1          | 0          | -                              | 36                             | 8                              | 2                              | 30     | 7      | 1      | 447   | 149   | 26    |

### Liste des matchs internationaux
| Matches internationaux de Loïc Rémy | Matches internationaux de Loïc Rémy | Matches internationaux de Loïc Rémy                      | Matches internationaux de Loïc Rémy | Matches internationaux de Loïc Rémy | Matches internationaux de Loïc Rémy | Matches internationaux de Loïc Rémy                                 |
|                                     | Date                                | Lieu                                                     | Adversaire                          | Résultat                            | Compétition                         | Notes                                                               |
| ----------------------------------- | ----------------------------------- | -------------------------------------------------------- | ----------------------------------- | ----------------------------------- | ----------------------------------- | ------------------------------------------------------------------- |
| 1.                                  | 2 juin 2009                         | Stade Geoffroy-Guichard, Saint-Étienne, France           | Nigeria                             | 0 - 1                               | Amical                              | Titulaire.                                                          |
| 2.                                  | 11 août 2010                        | Ullevaal Stadion, Odlo, Norvège                          | Norvège                             | 2 - 1                               | Amical                              | Titulaire et remplacé par Jérémy Menez à la 46e minute de jeu.      |
| 3.                                  | 3 septembre 2010                    | Stade de France, Saint-Denis, France                     | Biélorussie                         | 0 - 1                               | Qualification Euro 2012             | Titulaire et remplacé par Mathieu Valbuena à la 33e minute de jeu.  |
| 4.                                  | 9 octobre 2010                      | Stade de France, Saint-Denis, France                     | Roumanie                            | 2 - 0                               | Qualification Euro 2012             | Entre en jeu à la place de Mathieu Valbuena à la 68e minute de jeu. |
| 5.                                  | 12 octobre 2010                     | Stade Saint-Symphorien, Longeville-lès-Metz, France      | Luxembourg                          | 2 - 0                               | Qualification Euro 2012             | Entre en jeu à la place de Guillaume Hoarau à la 73e minute de jeu. |
| 6.                                  | 17 novembre 2010                    | Stade de Wembley, Londres, Angleterre                    | Angleterre                          | 1 - 1                               | Amical                              | Entre en jeu à la place de Mathieu Valbuena à la 67e minute de jeu. |
| 7.                                  | 9 février 2011                      | Stade de France, Saint-Denis, France                     | Brésil                              | 1 - 0                               | Amical                              | Entre en jeu à la place de Jérémy Menez à la 66e minute de jeu.     |
| 8.                                  | 29 mars 2011                        | Stade de France, Saint-Denis, France                     | Croatie                             | 0 - 0                               | Amical                              | Entre en jeu à la place de Florent Malouda à la 60e minute de jeu.  |
| 9.                                  | 3 juin 2011                         | Dynamo Stadium, Minsk, Biélorussie                       | Biélorussie                         | 1 - 1                               | Qualification Euro 2012             | Entre en jeu à la place d'Abou Diaby à la 73e minute de jeu.        |
| 10.                                 | 3 juin 2011                         | Donbass Arena, Donetsk, Ukraine                          | Ukraine                             | 1 - 4                               | Amical                              | Titulaire et remplacé par Florent Malouda à la 64e minute de jeu.   |
| 11.                                 | 9 juin 2011                         | Legia Stadium, Varsovie, Pologne                         | Pologne                             | 0 - 1                               | Amical                              | Entre en jeu à la place de Mathieu Valbuena à la 63e minute de jeu. |
| 12.                                 | 10 août 2011                        | Stade de la Mosson, Montpellier, France                  | Chili                               | 1 - 1                               | Amical                              | Titulaire.                                                          |
| 13.                                 | 6 septembre 2011                    | Arena Națională, Bucarest, Roumanie                      | Roumanie                            | 0 - 0                               | Qualification Euro 2012             | Entre en jeu à la place de Mathieu Valbuena à la 70e minute de jeu. |
| 14.                                 | 7 octobre 2011                      | Stade de France, Saint-Denis, France                     | Albanie                             | 3 - 0                               | Qualification Euro 2012             | Titulaire.                                                          |
| 15.                                 | 11 octobre 2011                     | Stade de France, Saint-Denis, France                     | Bosnie-Herzégovine                  | 1 - 1                               | Qualification Euro 2012             | Titulaire et remplacé par Alou Diarra à la 82e minute de jeu.       |
| 16.                                 | 11 novembre 2011                    | Stade de France, Saint-Denis, France                     | États-Unis                          | 1 - 0                               | Amical                              | Entre en jeu à la place de Karim Benzema à la 63e minute de jeu.    |
| 17.                                 | 15 novembre 2011                    | Stade de France, Saint-Denis, France                     | Belgique                            | 0 - 0                               | Amical                              | Titulaire et remplacé par Jérémy Menez à la 71e minute de jeu.      |
| 18.                                 | 22 mars 2013                        | Stade de France, Saint-Denis, France                     | Géorgie                             | 3 - 1                               | Qualification Mondiale 2014         | Entre en jeu à la place de Mathieu Valbuena à la 67e minute de jeu. |
| 19.                                 | 11 octobre 2013                     | Parc des Princes, Paris, France                          | Australie                           | 6 - 0                               | Amical                              | Titulaire.                                                          |
| 20.                                 | 15 octobre 2013                     | Stade de France, Saint-Denis, France                     | Finlande                            | 3 - 0                               | Qualification Mondiale 2014         | Entre en jeu à la place de Samir Nasri à la 71e minute de jeu.      |
| 21.                                 | 15 novembre 2013                    | Stade Olympique, Kiev, Ukraine                           | Ukraine                             | 2 - 0                               | Qualification Mondiale 2014         | Titulaire et remplacé par Moussa Sissoko à la 61e minute de jeu.    |
| 22.                                 | 5 mars 2014                         | Stade de France, Saint-Denis, France                     | Pays-Bas                            | 2 - 0                               | Amical                              | Entre en jeu à la place d'Antoine Griezmann à la 68e minute de jeu. |
| 23.                                 | 27 mai 2014                         | Stade de France, Saint-Denis, France                     | Norvège                             | 4 - 0                               | Amical                              | Entre en jeu à la place d'Antoine Griezmann à la 64e minute de jeu. |
| 24.                                 | 1er juin 2014                       | Allianz Riviera, Nice, France                            | Paraguay                            | 1 - 1                               | Amical                              | Titulaire et remplacé par Antoine Griezmann à la 64e minute de jeu. |
| 25.                                 | 8 juin 2014                         | Stade Pierre-Mauroy, Villeneuve-d'Ascq, France           | Jamaïque                            | 8 - 0                               | Amical                              | Entre en jeu à la place de Mathieu Valbuena à la 80e minute de jeu. |
| 26.                                 | 25 juin 2014                        | Stade Maracanã, Rio de Janeiro, Brésil                   | Équateur                            | 0 - 0                               | Mondial 2014                        | Entre en jeu à la place d'Antoine Griezmann à la 79e minute de jeu. |
| 27.                                 | 4 juillet 2014                      | Stade Maracanã, Rio de Janeiro, Brésil                   | Allemagne                           | 0 - 1                               | Mondial 2014                        | Entre en jeu à la place de Yohan Cabaye à la 73e minute de jeu.     |
| 28.                                 | 4 septembre 2014                    | Stade de France, Saint-Denis (Seine-Saint-Denis), France | Espagne                             | 1 - 0                               | Amical                              | Entre en jeu à la place d'Antoine Griezmann à la 58e minute de jeu. |
| 29.                                 | 7 septembre 2014                    | Crvena Zvezda Stadion, Belgrade, Serbie                  | Serbie                              | 1 - 1                               | Amical                              | Titulaire et remplacé par Karim Benzema à la 60e minute de jeu.     |
| 30.                                 | 14 octobre 2014                     | Stade Vazgen Sargsyan, Erevan, Arménie                   | Arménie                             | 0 - 3                               | Amical                              | Titulaire et remplacé par Mathieu Valbuena à la 73e minute de jeu.  |

### Buts internationaux
| Buts internationaux de Loïc Rémy | Buts internationaux de Loïc Rémy | Buts internationaux de Loïc Rémy                   | Buts internationaux de Loïc Rémy | Buts internationaux de Loïc Rémy | Buts internationaux de Loïc Rémy | Buts internationaux de Loïc Rémy | Buts internationaux de Loïc Rémy |
|                                  | Date                             | Lieu                                               | Adversaire                       | Score                            | Résultat                         | Compétition                      |                                  |
| -------------------------------- | -------------------------------- | -------------------------------------------------- | -------------------------------- | -------------------------------- | -------------------------------- | -------------------------------- | -------------------------------- |
| 1.                               | 9 octobre 2010                   | Stade de France, Saint-Denis, France               | Roumanie                         | 1-0                              | 2-0                              | Éliminatoires Euro 2012          |                                  |
| 2.                               | 10 août 2011                     | Stade de la Mosson, Montpellier, France            | Chili                            | 1-0                              | 1-1                              | Match amical                     |                                  |
| 3.                               | 7 octobre 2011                   | Stade de France, Saint-Denis, France               | Albanie                          | 2-0                              | 3-0                              | Éliminatoires Euro 2012          |                                  |
| 4.                               | 11 novembre 2011                 | Stade de France, Saint-Denis, France               | États-Unis                       | 1-0                              | 1-0                              | Match amical                     |                                  |
| 5.                               | 27 mai 2014                      | Stade de France, Saint-Denis, France               | Norvège                          | 3-0                              | 4-0                              | Match amical                     |                                  |
| 6.                               | 4 septembre 2014                 | Stade de France, Saint-Denis, France               | Espagne                          | 1-0                              | 1-0                              | Match amical                     |                                  |
| 7.                               | 14 octobre 2014                  | Stade Républicain Vazgen-Sargsian, Erevan, Arménie | Arménie                          | 0-1                              | 0-3                              | Match amical                     |                                  |

## Palmarès

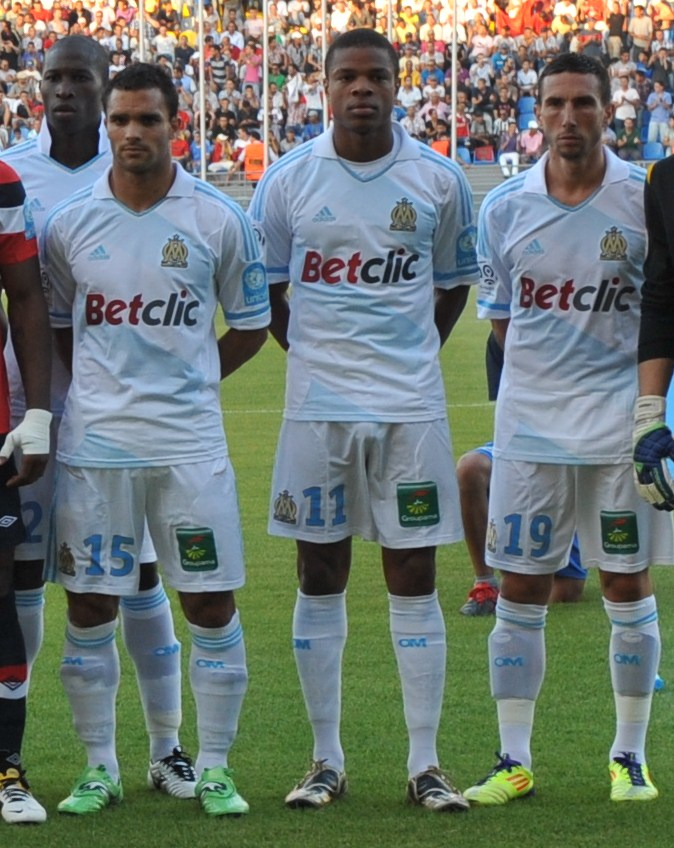
Loïc Rémy et son no 11 lors du Trophée des champions 2011.

### En club
Avec l'Olympique lyonnais, il est champion de France en 2007 et 2008. Il y remporte également le Trophée des Champions en 2006 et 2007. Pendant son prêt, il est finaliste de la Coupe de la Ligue en 2008 avec le RC Lens.
Avec l'Olympique de Marseille, il remporte le Trophée des champions en 2011 et la Coupe de la Ligue en 2012. Il est également vice-champion de France en 2011 et 2013.
Parti en Angleterre, il est champion d'Angleterre en 2015 et remporte la Coupe de la Ligue 2015 avec Chelsea. La même année, il est finaliste du Community Shield.
Il est vice-champion de France en 2019 avec le Lille OSC.

### En sélection
Loïc Rémy remporte le Tournoi de Toulon en 2007 avec l'équipe de France des moins de 20 ans.

### Distinctions personnelles
Loïc Rémy est élu meilleur joueur de l'année lors de la saison 2013-2014 à Newcastle. En Ligue 1, il remporte le trophée du plus beau but de la saison de Ligue 1 aux Trophées UNFP 2019. 